# ЗУТ-37
ЗУТ-37 (Зенитная Установка Танковая калибра 37 мм) —  зенитная самоходная установка Второй мировой войны с 37-мм пушкой Ш-37 на базе танка Т-70. Опытный образец был изготовлен летом 1942 года под руководством Н.А.Попова в КБ завода №37. В отличие от оригинального Т-70, вооруженного в качестве основного орудия 45-мм пушкой 20К, ЗУТ-37 была оснащена 37-мм автоматической пушкой Ш-37 конструкции Б.Г.Шпитального и не имела пулемёта в качестве дополнительного вооружения. Начальная скорость снаряда у этой пушки составляла 1000 м/с и обладала возможностью ведения огня по воздушным целям. Конструкция автоматики пушки была основана на принципе отвода газов из канала ствола. Углы вертикального наведения составляли от минус 4 до +77°.

## Первый прототип танка и его первые испытания
Первый прототип весил 8.8 тонн. Орудие имело ленточное питание, боекомплект составлял 50 снарядов. В качестве зенитного прицела использовался коллиматорный прицел ОМ П-3. Башня была открыта.
Первые испытания провели в сентябре - октябре 1942 года. По результатам этих испытаний танк был отправлен на доработку, потому как ёмкость баллона со сжатым воздухом, который использовался для перезарядки пушки, хватает всего на 10-15 включений, также танк имел долгую перезарядку орудия и низкую скорость вращения башни.
В выводах по испытанию танка Т-70 с Ш-37 говорилось:
```
 Установка 37-мм автоматической пушки конструкции Шпитального на танке Т-70 требует дополнительной доработки.
```

```
   По пушке:
   1. Сделать приемник для питания пушки пятизарядными обоймами.
   2. Зарядку обойм свободно должен производить как стреляющий, так и заряжающий (водитель).
   3. Перезаряжание обойм должно производиться без дополнительного отвода подвижных частей пушки в заднее положение.
   4. Практическую скорострельность с заряжающим довести до 60 выстрелов в минуту.
   5. Снять пневматическую перезарядку орудия.
   6. Доработать замок механической перезарядки.
   7. Установить на пушке ручной предохранитель, обеспечивающий безопасность при прекращении огня.
   8. Установить на опытный образец 37-мм пушку, работающую надежно в перевернутом на 180 градусов положении.
```

```
   По установке:
   1. Установить для стрельбы по наземным целям телескопический прицел с налобником.
   2. Сделать более надежной броневую защиту качающейся части пушки и стрелка. Закрыть противооткатные устройства съемным чехлом.
   3. Подъемный механизм сделать необратимым с сохранением скорости наводки и удобства работы.
   4. Упростить конструкцию выверки коллиматорного прицела и усилить жесткость кронштейна.
   5. Увеличить укладку боекомплекта до 150 выстрелов.
   6. Снять установку пулемета ДТ и предусмотреть укладку пистолета-пулемета ППШ и магазинов к нему.
   7. Увеличить угол возвышении установки до +80 градусов.
   8. Походное положение пушки по зениту и по горизонту сделать внутри башни.
   9. Предусмотреть защиту установки пушки и стрелка от проникновения грязи и воды, для чего иметь откидные крышки башни.
   10. Предусмотреть выключение поворотного механизма башни для обеспечения быстрого переноса огня.
```

## Улучшение первой модели и вторые испытания танка
В течение двух месяцев ОКБ-15 исправляло недостатки первой модели Т-70 с Ш-37. Новую модель было решено назвать ЗУТ-37 (зенитная установка танковая калибра 37 мм). Масса новой машины снизилась до 7,9 тонн. Орудие было переделано под магазинное питание. Также был увеличен боекомплект до 200 снарядов. Была переделана и увеличена башня. Прицел был заменён на коллиматорный прицел К-8Т.
Вторые испытания проходили с 27 декабря 1942 по 29 января 1943 года. По результатам ЗУТ-37 показал невысокую кучность орудия и ряд других недостатков.
В выводах отмечалось:
```
   1. Предъявленная на испытания 37-мм автоматическая пушка системы Шпитального по работе автоматики, питанию и живучести деталей автоматики испытания выдержала.
   2. 37-мм танковая автоматическая пушка по скорострельности, бронепробиваемости, а также по конструкции и весовым данным лучше, чем 45-мм полуавтоматическая танковая пушка.
   3. Опытная установка пушки в танке Т-70, а также противооткатные устройства, спусковой и подъемный механизмы и установка прицелов требуют доработки и устранения всех недостатков, указанных в выводах отчета.
   4. 37-мм автоматическая пушка системы Шпитального после устранения недостатков отмеченных при испытании, может быть установлена на опытной серии танков Т-70 и Т-80 с последующим испытанием в Действующей Армии и на полигоне ГБТУ КА.
```

Дальнейшие работы и улучшения были прекращены. ЗУТ-37 не был принят на вооружение. Основная причина этого: ленд-лиз в СССР американских ЗСУ М15А1 и М17.
В 1942 году руководство наркомата танковой промышленности поручило разработку ЗСУ на базе лёгких танков Т-60 и Т-70 со спаренными пулемётами ДШК, но они также не были приняты на вооружение.
Наводка оружия на цель осуществлялась с помощью штатных приводов — шестеренчатого механизма поворота башни и винтового подъемного механизма. При движении по-походному пушка стопорилась с помощью двух специальных стоек, кренившихся на верхнем лобовом листе.